# 铁代生
铁代生（1951年10月—），回族，河南襄城人。中华人民共和国政治人物。
1969年加入中国共产党。河南省委党校党政领导干部大专班毕业，中共中央党校党的学说与党的建设专业在职研究生学历。历任河南省平顶山市卫东区委书记、区人大常委会主任；河南省民族事务委员会副主任；济源市委书记、市人大常委会主任；省委省政府信访局局长，省委组织部副部长；焦作市委书记，市人大常委会主任等职。2008年1月当选河南省第十一届人大常委会副主任。